# Central térmica de Tharsis
La central térmica de Tharsis fue una instalación termoeléctrica de carbón ubicada en el término municipal español de Alosno, en la provincia de Huelva. Las instalaciones fueron construidas por la Tharsis Sulphur and Copper Company Limited en 1918. En la actualidad el complejo se encuentra clausurado.

## Historia
En 1918 la Tharsis Sulphur and Copper Company Limited construyó una central térmica con el fin de generar electricidad para sus instalaciones en la zona de Tharsis. La planta se encontraba situada en el área de Filón Norte, junto a la estación de ferrocarril y los talleres. Se trataba de un conjunto formado por un edificio principal, un edificio anexo para las calderas, y las carboneras donde se almacenaba el lignito. Las instalaciones disponían de dos generadores de vapor tipo Babcock & Wilcox, dos turbinas de la casa British Thomson Houston y dos alternadores trifasicos de 1500 kilovatios de potencia.
Desde 2014 está inscrito en el Catálogo General del Patrimonio Histórico Andaluz y cuenta con la catalogación de Bien de Interés Cultural.